# مهيوب ناصر القدسي
مَهْيُوب ناصِر القَدَسِي شاعر وأديب وكاتب يمني من مواليد عزلة قدس (تعز) مديرية المواسط محافظة تعز باليمن اشتغل بجمع التراث الشعبي اليمني وبالذات تراث محافظة تعز ولد في 15 سبتمبر 1960 وتوفي في 4 مارس 2017.

## حياته وأعماله
عاش مهيوب ناصر القدسي حياة زاهدة في منطقته الريفية بعيداً عن الأضواء مع تواصل محدود بالجمهورية (صحيفة يمنية) التي كان ينشر سلسلة مقالات عن الموروث الشعبي بملحقها الأسبوعي الجمهورية الثقافية وإذاعة تعز التي كانت برامجه الشعبية ومسلسلاته الإذاعية لا تغيب عنها. ومن أهم المسسلات الإذاعية والتلفزيونية التي كتبها:
- فرحان مش فرحان - قناة عدن.
- أبو الخير - الفضائية اليمنية.
- برنامج مهاجل شعبية - إذاعة تعز.
- الفن والمجتمع - إذاعة تعز.
- عناقيد غالية - إذاعة عدن.

## أعمال تحت الطبع
1. كتاب المعاني في الأغاني (شرح لقصائد الطرب الأصيل).
2. كتاب من أمثالنا الشعبية.
3. كتاب شواهد من التاريخ (شذرات عابقة من تاريخ اليمن الاجتماعي).
4. كتاب لساننا (مفردات في اللهجة العامية لمنطقة الحجرية (تعز)).
5. كتاب حكايات شعبية.
6. كتاب من أمثالنا الشعبية.
7. كتاب الفن المهجلي وفلسفة الحياة الزراعية.
8. كتاب أهازيج ريفية (الملالاة لغة العواطف الثائرة).